# Álvaro Herraméliz
Álvaro Herraméliz (fl. 923-931), fue un noble que con el título de conde ejerció las tenencias de Lantarón, Cerezo y Álava. Hijo de unos de los repobladores de Álava y de La Rioja, estuvo casado con una infanta de Pamplona. 

## Biografía
Su padre Herramel participó en la Reconquista y fue uno de los pobladores de tierras en Álava, Burgos y La Rioja. Dos poblaciones, Herramel (en Burgos) y Herramélluri (en La Rioja) llevan su nombre. El conde Álvaro participó en 923 en la conquista de Nájera y Viguera con Ordoño II de León y el 21 de octubre de ese año confirmó la restauración del monasterio de Santa Coloma junto con el rey leonés donde figura en tercer lugar después Abdelmondo y Fernando Díaz. Aunque no es hasta unos años después —el 28 de septiembre de 929— que aparece en la documentación con el título de conde de Álava, puede ser que lo fuera ya para esas fechas. Es posible que tras la derrota de las tropas leonesas y navarras en la Batalla de Valdejunquera, librada el 26 de julio de 920, el rey Ordoño haya sustituido a Munio Vélaz —quien confirma por última vez como conde en Álava el 18 de mayo de 919— y nombrado en su lugar a Álvaro Herraméliz. Álvaro también fue conde en Lantarón según consta en la datación de un diploma del 28 de septiembre de 929 «...reinando el rey Alfonso en León y el conde Álvaro Herramelez en Lantarón». Los historiadores Gregorio Balparda de las Herrerías y Luis Fernández opinan que los Herraméliz eran de la estirpe de los Vela.
Confirmó un documento por última vez ejerciendo el gobierno de Álava, comes Alvaro Arramelliz in Alava, el 11 de enero de 931. En el verano de ese año, después de la muerte de su esposa la reina Onneca, el rey Alfonso IV de León renunció al trono a favor de su hermano Ramiro y profesó como monje en el monasterio de Sahagún. Después de haber abdicado, se arrepintió y en el invierno de 931 y en el verano de 932, intentó recuperar el trono. No se sabe si Álvaro —quien por lazos familiares probablemente apoyara al rey Alfonso— murió en combate en la lucha entre los dos hermanos, Alfonso y Ramiro, o si este último lo reemplazó y nombró a Fernán González conde de Álava. Habrá fallecido no más tarde de 932 debido a que el 5 de agosto de 935 aparecen juntos por primera vez su viuda y el conde Fernán González y ya para esa fecha habían nacido dos de sus hijos, Gonzalo y Sancho, que son nombrados en la donación al monasterio de San Pedro de Cardeña.

## Matrimonio y descendencia
Estuvo casado con Sancha de Pamplona, según consta en las Genealogías de Roda, hija de los reyes Sancho Garcés I y Toda y viuda de Ordoño II que después de la muerte de Álvaro contrajo matrimonio con Fernán González. Sancha era hermana de la reina Onneca Sánchez de Pamplona, esposa del rey Alfonso IV, así como de Velasquita, casada con el conde Munio Vélaz. De este matrimonio nacieron dos hijos, ambos documentados, quienes desarrollaron su actividad en el Reino de León:
- Herramel Álvarez (fl. 955-995),[17] fundador de Villarramiel. Fue el padre de otro Álvaro Herraméliz (fl. 996-1017)[17] que aparece en 996 en la documentación medieval sustituyendo al conde Gonzalo Menéndez como alférez del rey Bermudo II de León.[18][19]
- Fortún Álvarez, quien figura en varios diplomas en el monasterio de Sahagún confirmando junto con su hermano y otros vasconavarros en la corte del rey Ramiro II de León.[19]

Álvaro Herraméliz también pudo ser el padre de Vela Álvarez que aparece en 947 acompañando a Fernán González. Según Ramón Menéndez Pidal, este pudo ser el conde Vela que fue desposeído de sus dominios por el conde castellano.
| Predecesor: Fernando Díaz | Conde de Lantarón y Cerezo c.921-931 | Sucesor: Fernán González |
| Predecesor: Munio Vélaz   | Conde de Álava c.921-931             | Sucesor: Fernán González |